# Cul-De-Sac (álbum)
Cul-De-Sac es el segundo álbum de estudio del cantautor estadounidense Eric Kaz. Fue publicado en marzo de 1974 a través del sello discográfico Atlantic Records.

## Recepción de la crítica
Un escritor no especificado de la revista Cash Box escribió: “Encabezando esta colección están «Looking for a Sign», «Come with Me» y «Good as It Can Be», tres temas que demuestran perfectamente la versatilidad del artista mientras entretienen plenamente al oyente”. Un escritor no especificado de la revista Record World elogió “su voz, letras emotivas y su maestría musical”. Un escritor no especificado de Billboard escribió: “Los astutos valores de producción de Michael Cuscuna, los arreglos ricos y a menudo eclécticos de Kaz y las melodías mismas ayudan a compensar el frágil estilo vocal del artista para resultar realmente tónico. [Kaz] a menudo explota algunos temas intrínsecamente deprimentes, pero una programación comprensiva y una interpretación optimista favorecen una aceptación progresiva”.

## Rendimiento comercial
Billboard informó en la semana que finalizó el 16 de marzo de 1974 que Cul-De-Sac fue una selección de acción en radio FM con emisión en WMMR-FM, una de las principales estaciones del país. En la semana del 6 de abril, el álbum fue una selección de acción en radio FM en otra estación líder: WOWI-FM.

## Lista de canciones
Todas las canciones escritas y compuestas por Eric Kaz, excepto donde esta anotado.
Lado uno
1. «Looking for a Sign – 2:53
2. «I Can't Live Without You – 3:22
3. «There Is No End (Kaz, John Andreolli) – 2:35
4. «Shadow of Night» – 2:55
5. «Deliver Me – 3:35

Lado dos
1. «My Love Will Never Die – 3:15
2. «Good as It Can Be – 2:35
3. «I'm Goin' Down Slow – 3:03
4. «I'll Find the Way – 2:17
5. «Come with Me – 3:24

## Créditos y personal
Créditos adaptados desde las notas de álbum de Cul-De-Sac.
- Eric Kaz – voces, guitarra acústica, piano, piano eléctrico, órgano, clavinet, armónica, bajo eléctrico, sintetizador Moog, arreglos
- Michael Cuscuna – productor
- Bob Margouleff – ingeniero de audio, mezclas, programación
- Malcolm Cecil – ingeniero de audio, mezclas, programación
- Gary Olazabal – ingeniero asistente
- Harry Maslin – ingeniero de audio
- Stanislaw Zagorski – ilustración, diseño de portada